# Trabajo en relación de dependencia
El trabajo en relación de dependencia es aquel trabajo que una persona realiza bajo la dependencia o subordinación y en beneficio de otra persona, quien se apropia del producto de ese trabajo. 
Existen dos grandes modalidades del trabajo en relación de dependencia: el trabajo forzado y el trabajo asalariado mediante contrato. Aquella fue la forma general que adoptó el trabajo, antes de que se reconociera a la democracia como la forma más adecuada de gobierno[cita requerida], época en la que predominó la  esclavitud y la servidumbre. 
En el trabajo en relación de dependencia el trabajador tiene un empleador o patrón, que también puede ser una persona jurídica, que es quien decide emplearlo, quien organiza el trabajo y quien imparte las órdenes. En el trabajo asalariado al empleador le corresponde abonar el salario, como retribución del trabajo realizado por el trabajador. El trabajo en relación de dependencia se diferencia del trabajo autónomo o por cuenta propia, en la que el trabajador no depende ni está subordinado a ninguna otra persona y se apropia del producto de su trabajo.

## Trabajo forzado
Las dos formas más conocidas de trabajo forzado son la esclavitud y la servidumbre. En la esclavitud el trabajador es considerado una cosa (muchas veces sin reconocerle tampoco condición de persona) y el empleador o amo, es considerado su dueño, teniendo sobre el esclavo un derecho de propiedad, no contrato contractual. Como tal el amo tiene el derecho de uso, abuso y usufructuo del esclavo, tal como resulta de la trilogía básica del derecho de propiedad, pudiéndolo ceder, alquilar, prestar o vender, e incluso mutilar y matar, en los regímenes esclavistas más extremos. Los hijos de los esclavos también pertenecían al propietario esas son las partes o forma más conocido.
En la servidumbre el trabajador no es considerado una cosa, sino un "inferior", ligado a su empleador o "señor", por una relación de vasallaje, en principio de por vida, que lo obliga a servir a su señor, en todos los campos de la vida (laboral, militar, sexual, artístico educativo, etc.). El siervo carece de derecho subjetivo y está sometido a la gracia o merced de su señor. En la Europa medieval, la forma más difundida de servidumbre fue el siervo de la gleba. En la América bajo dominio colonial de España, las formas más difundidas fueron la encomienda y la servidumbre indígena.
Otras formas de trabajo forzado son el clientelismo o patronazgo, la mita, el yanaconazgo, el obraje colonial, etc.

## Trabajo asalariado
El trabajo asalariado es el que realiza una persona (trabajador) a cambio de una retribución periódica llamada salario, que abona su empleador o patrón, de quien depende y quien se apropia del producto del trabajo realizado. Es la forma de trabajo dominante en la actualidad, generalizada a partir de la revolución industrial y la democracia. 
En el trabajo asalariado el trabajador es legalmente libre y la relación de trabajo se realiza mediante un contrato, en el que legalmente ambas partes son iguales (contrato de trabajo). A diferencia de la esclavitud y la servidumbre, la relación de dependencia y subordinación solo alcanza la actividad laboral del trabajador, durante el tiempo de trabajo pactado, no pudiendo extenderse a la vida personal ni familiar del trabajador.
En el trabajo asalariado el trabajador tiene derechos subjetivos establecidos por el contrato individual, el convenio colectivo de trabajo y las leyes nacionales e internacionales. El conjunto de normas que regulan el trabajo asalariado se denomina Derecho Laboral o Derecho del Trabajo.
Usualmente los trabajadores y los empleadores se agrupan en sindicatos y organizaciones patronales, que acuerdan entre sí una forma peculiar de contrato, llamado convenio colectivo de trabajo, que resulta de aplicación para las relaciones de trabajo asalariadas que se realizan en ese ámbito.